# Bright Lights (Placebo)
Bright Lights è un singolo del gruppo musicale britannico Placebo, pubblicato nel 2010 come quarto estratto dal sesto album in studio Battle for the Sun.
La canzone è stata scritta da Brian Molko e Stefan Olsdal.